# Манцгеле, Эдвард
Джабулани Эдвард Манцгеле (англ. Jabulani Edward Manqele; род. 16 июня 1987, Рандфонтейн, Гаутенг) — южноафриканский футболист, нападающий клуба «Чиппа Юнайтед». Выступал в сборной ЮАР.
Дебютировал в составе клуба «Фри Стэйт Старс», играющего в чемпионате ЮАР, в сезоне 2011/12. В составе сборной ЮАР дебютировал в 2012 году.